# Закслер
Закслер (нем. Saxler) — община в Германии, в земле Рейнланд-Пфальц. 
Входит в состав района Вульканайфель. Подчиняется управлению Даун.  Население составляет 68 человек (на 31 декабря 2010 года). Занимает площадь 1,82 км².